# FK Daugava (2003)
El FK Daugava fue un equipo de fútbol de Letonia que llegó a jugar en la Virsliga, la liga de fútbol más importante del país.

## Historia
Fue fundado en el año 2003 en la ciudad de Sloka, aunque en poco tiempo han cambiado de nombre varias veces, las cuales han sido:
- FK Jūrmala (2003–08)
- FK Jūrmala-VV (2008–12)
- FK Daugava (2012-)[1]

Su nombre actual lo tienen desde que el club se mudó a la capital Riga, y militaron por primera vez en la máxima categoría en la temporada 2004 tras solo un año en la Primera Liga de Letonia, aunque es un club que históricamente ha sufrido de problemas monetario, en donde el primer problema lo tuvieron en el año 2007, lo que provocó que varios jugadores abandonaran al club a mitad de temporada.
En el año 2010 estuvieron al borde de la bancarrota, pero se salvaron al cambiar su nombre por el de FK Jurmala-VV por razones de patrocinio, aunque los problemas solo fueron postergados un año, ya que con los problemas para permanecer en la máxima categoría decidieron que el club se mudara a la capital Riga y cambiara su nombre por el actual, esto porque los ciudad de Sloka contaría para esa temporada con 3 equipos en la Virsliga.

## Palmarés
- Primera Liga de Letonia: 1

2003

## Participación en competiciones de la UEFA
| Temporada | Torneo             | Ronda            | Club     | Ida | Vuelta | Global | Resultado |
| --------- | ------------------ | ---------------- | -------- | --- | ------ | ------ | --------- |
| 2014–15   | UEFA Europa League | Clasificatoria 1 | Aberdeen | 0–5 | 0–3    | 0–8    |           |

## Entrenadores
| Nombre             | Periodo                      |
| ------------------ | ---------------------------- |
| Jurijs Popkovs     | 2003–2006                    |
| Vladimirs Babičevs | 2007                         |
| Oleg Stogov        | Enero de 2007–julio de 2007  |
| Gatis Ērglis       | Julio 2007–diciembre de 2007 |
| Vladimirs Babičevs | 2008–2011                    |
| Jurijs Popkovs     | 2011–2012                    |
| Virginijus Liubšys | Diciembre 2012–              |

## Gerencia
| Puesto               | Nombre            |
| -------------------- | ----------------- |
| Presidente           | Ilmārs Blumbergs  |
| Miembro de Directiva | Dainis Deglis     |
| Secretario de Prensa | Artis Novickis    |
| Administrador        | Ruslans Vasiļjevs |

## Jugadores

### Jugadores destacados
|  | - Cristian Torres - Vladimirs Babičevs - Imants Bleidelis - Gatis Kalniņš | - Igors Korabļovs - Marians Pahars - Igors Stepanovs - Vladimirs Žavoronkovs |